# Ałtyntu
Ałtyntu (ros.: Алтынту) – pasmo górskie w azjatyckiej części Rosji, w Ałtaju, na zachód od Jeziora Teleckiego. Rozciąga się na długości ok. 70 km i wznosi się średnio na wysokość 1600–1800 m n.p.m. Najwyższy szczyt wznosi się 2361 m n.p.m. Pasmo zbudowane jest ze skał wulkanicznych i granitów. Dominuje rzeźba średniogórska, na południowym zachodzie występuje rzeźba alpejska. Do wysokości 1800 m n.p.m. góry porośnięte są tajgą ciemną, w wyższych partiach występują rzadko rosnące niskie drzewa i tundra górska.